# Merrie Land
Merrie Land è il secondo album della band The Good, the Bad & the Queen, pubblicato nel novembre del 2018, a distanza di undici anni dal predecessore. 
Il disco si apre con una breve intro parlata: "And especially, from every shore’s end of England– the holy blissful mount I fought to seek. That them had helpened when that they were weak…”, omaggio a Geoffrey Chaucer, l'autore de "I racconti di Canterbury", scrittore e poeta londinese spesso riconosciuto come il padre della letteratura inglese. Nel disco Albarn, autore di tutti i brani, scruta con occhio cinico ma sempre ironico, la situazione attuale inglese.

## Tracce
1. Introduction  0:14
2. Merrie Land 4:46
3. Gun to the Head 4:19
4. Nineteen Seventeen 3:43
5. The Great Fire  3:56
6. Lady Boston 4:19
7. Drifters & Trawlers 2:34
8. The Truce of Twilight  4:22
9. Ribbons 2:52
10. The Last Man to Leave 2:38
11. The Poison Tree 3:42

## Formazione
- Damon Albarn: Tastiere, voce
- Paul Simonon: Basso, voce
- Simon Tong: Chitarra
- Tony Allen: batteria